# Новицкий, Георгий Андреевич
Гео́ргий Андре́евич Нови́цкий (6 августа 1896, Михайловское, Тульская губерния — 15 июля 1981, Москва) — советский историк и педагог, декан исторического факультета Московского государственного университета в ноябре 1947 — сентябре 1950 года.

## Биография
Участник Первой мировой и Гражданской войн.
Окончил факультет общественных наук 1-го МГУ в 1922 году.
В 1922—1930 (до его закрытия) — секретарь комиссии «Старая Москва». Кандидат исторических наук (1935). Занимался социально-экономической историей России XVI—XVIII веков, «балтийским вопросом» во внешней политике России XVI века, теоретическими проблемами музейного дела и краеведения.
С 1937 года работал на историческом факультете МГУ, где стал доцентом (1955) и профессором (1960).бВ 1939—1953 (до её закрытия) бессменно был заведующим кафедрой краеведения и музееведения.
В 1947—1949 годах исполнял обязанности декана (в 1947—1948 одновременно заместитель декана по научной работе). В 1949—1950 годах — декан факультета. На этом посту в 1948 году не поддержал создание в МГУ восточного факультета с переводом туда некоторых подразделений исторического (в 1956 году создан как Институт восточных языков, с 1972 года Институт стран Азии и Африки).
В 1963—1974 годах заведовал кафедрой истории СССР периода феодализма МГУ. С 1975 года на пенсии, профессор-консультант.
Помимо преподавания в МГУ, в 1951—1958 годах — директор Научно-исследовательского института музееведения Министерства культуры РСФСР.
Был женат вторым браком на историке Е. Н. Ошаниной.
Дочь от третьей жены — Екатерина Новицкая.
Похоронен на Введенском кладбище (23 уч.).

## Основные работы
- Первые московские мануфактуры XVII века по обработке кожи // Труды общества изучения Московской области. Вып. 1. М., 1928.
- Восстание в Курске в 1648 г. (Из истории классовой борьбы в городах Московского государства в XVII в.) // Историк-марксист. 1934, № 6.
- История СССР. XVIII в.: курс лекций. М., 1950.
- Основы советского музееведения. М., 1955 (отв. ред.)
- Новые данные о русском феодальном землевладении в Прибалтике в период Ливонской войны (1558—1582) // Вопросы истории. 1956, № 4.
- Русско-шведские отношения в середине XVI века и война 1554—1557 гг. // Вестник Московского университета. Историко-филологическая серия. 1956, № 2.
- Вопросы торговли в русско-шведских отношениях XVI в. // Скандинавский сборник. Вып. 2. Таллин, 1957.
- Очерки истории музейного дела в России. М., 1960 (отв. ред.)
- Развитие науки в Московском университете во второй половине XVIII века // Вестник Московского университета. Сер. 9. История. 1961, № 6.
- Научно-атеистическая и антирелигиозная пропаганда в краеведческих музеях (совм. с Ю. Ф. Кононовым). М., 1961.
- Новые известия из истории дипломатической борьбы во время Ливонской войны // Вестник Московского университета. Сер. 9. История. 1963, № 3.
- Герои Отечественной войны 1812 года / Г.А. Новицкий, Б.Б. Кафенгауз.- М.: Просвещение, 1966.- 128, [4] с.: ил.- (Б-ка школьника)